# Дмитриев, Владимир Александрович (самбист)
Владимир Александрович Дмитриев — советский самбист, серебряный призёр чемпионатов СССР 1975, 1976 и 1978 годов, серебряный призёр Кубка СССР 1975 года, победитель чемпионата Европы 1976 года в Ленинграде, мастер спорта СССР международного класса. В 1975 году стал бронзовым призёром международного турнира в Баку. Выступал в лёгкой весовой категории (до 52 кг). Наставником Дмитриева был Евгений Кленников.

## Внутрисоюзные соревнования
- Кубок СССР по самбо 1975 — ;
- Чемпионат СССР по самбо 1975 — ;
- Чемпионат СССР по самбо 1976 — ;
- Чемпионат СССР по самбо 1978 — ;